# Zelandobius brevicauda
Zelandobius brevicauda är en bäcksländeart som beskrevs av Mclellan 1977. Zelandobius brevicauda ingår i släktet Zelandobius och familjen Gripopterygidae. Inga underarter finns listade i Catalogue of Life.